# Scatopsciara subbuccina
Scatopsciara subbuccina är en tvåvingeart som beskrevs av Werner Mohrig och Hovemeyer 1992. Scatopsciara subbuccina ingår i släktet Scatopsciara och familjen sorgmyggor.
Artens utbredningsområde är Tyskland. Inga underarter finns listade i Catalogue of Life.